# انمور
انمور (به انگلیسی: Anmore) یک روستای دارای شهرداری در ونکوور بزرگ در بریتیش کلمبیای کانادا است.
در سال ۲۰۰۶ انمور ۱٬۷۸۵ نفر جمعیت داشت.
انمور در شمال شهر پورت مودی و در امتداد سواحل ایندین آرم قرار دارد.
انمور همراه با دیگر روستاهای همسایه خود بلکارا و خلیج لاینز سه روستای منطقه مترو ونکوور هستند که داری شهرداری با جمعیت کمتر از ۲٬۵۰۰ نفر می‌یاشند.
دریاچه بانتزن درست در شمال انمور واقع است.